# Acacia maidenii
Acacia maidenii är en ärtväxtart som beskrevs av Ferdinand von Mueller. Acacia maidenii ingår i släktet akacior, och familjen ärtväxter. Inga underarter finns listade i Catalogue of Life.

## Bildgalleri

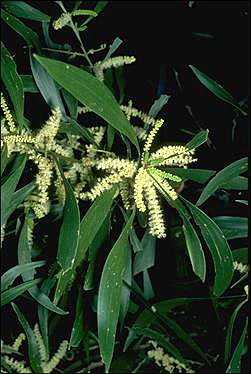